# Åmsele
Åmsele is een plaats in de gemeente Vindeln in het landschap Västerbotten en de provincie Västerbottens län in Zweden. De plaats heeft 201 inwoners (2005) en een oppervlakte van 82 hectare. De plaats ligt aan de rivier de Vindelälven. Bij de plaats mondt een zijriviertje van de Vindelälven uit in de Vindelälven. Er is onder andere een camping in de plaats te vinden.

## Verkeer en vervoer
Bij de plaats loopt de Länsväg 363.